# 덩컨 아이다호
덩컨 아이다호(Duncan Idaho)는 프랭크 허버트가 집필한 소설 듄의 등장인물이다. 아트레이드가의 검술 사범. 프레멘의 외교 사절로 파견되었다가 복귀하여 임무 수행 중 사망한다. 후에 골라(복제인간)으로 재등장한다.